# Quesitz
Quesitz ist eine Ortschaft der Stadt Markranstädt im Landkreis Leipzig in Sachsen. Zur Ortschaft gehören die Orte Quesitz, Döhlen und Thronitz.

## Geografie
Quesitz liegt in der Leipziger Tieflandsbucht zwischen Markranstädt im Nordosten und der Landesgrenze zu Sachsen-Anhalt im Westen.

## Geschichte
Quesitz wurde erstmals im Jahr 961 urkundlich erwähnt. Im Jahr 1243 wurde der erste Ritter mit Quesitz belehnt. In dieser Zeit befand sich eine Wasserburg am Standort des späteren Ritterguts. Quesitz und seine heutigen Ortsteile Döhlen und Thronitz gehörten bis 1815 zum hochstift-merseburgischen Amt Lützen, das seit 1561 unter kursächsischer Hoheit stand und zwischen 1656/57 und 1738 zum Sekundogenitur-Fürstentum Sachsen-Merseburg gehörte. Durch die Beschlüsse des Wiener Kongresses wurde das Amt Lützen geteilt. Döhlen und Thronitz wurden mit dem Westteil im Jahr 1815 an Preußen abgetreten. Sie wurden 1816 dem Kreis Merseburg im Regierungsbezirk Merseburg der preußischen Provinz Sachsen zugeteilt. 1950 wurden sie in den Landkreis Weißenfels umgegliedert. Quesitz verblieb im Jahr 1815 mit dem Ostteil des Amts beim Königreich Sachsen und wurde dem Kreisamt Leipzig angegliedert. Ab 1856 gehörte der Ort zum Gerichtsamt Markranstädt und ab 1875 zur Amtshauptmannschaft Leipzig.
Durch die heutige Ortschaft Quesitz verlief nun bis 1952 die sächsisch-preußische bzw. sächsisch-sachsen-anhaltische Grenze. Am 1. Juli 1950 wurde Döhlen nach Thronitz eingemeindet. Bei der Kreisreform in der DDR kamen Quesitz und Thronitz mit Döhlen im Jahr 1952 zum neu gebildeten Kreis Leipzig-Land im Bezirk Leipzig. Am 1. Juni 1973 wurde Thronitz mit Döhlen nach Quesitz eingemeindet. Bei der Kreisreform des Freistaats Sachsen wurde die Gemeinde Quesitz am 1. Januar 1994 dem Landkreis Leipziger Land zugeordnet und nach Markranstädt eingemeindet.

## Verkehr
Nordwestlich von Quesitz verläuft die Bundesstraße 87, über die man auch zu den ca. 6 km bzw. 8 km entfernten Anschlussstellen der Autobahnen A 9 bzw. A 38 gelangt.

## Persönlichkeiten
- Werner Schmidt (1926–2012), in Quesitz geborener Politiker (CDU) und Mitglied des Sächsischen Landtages